# NGC 391
NGC 391 je galaksija u zviježđu Kit.

## Vanjske poveznice
- SEDS: NGC 391